# Thomas Jürgewitz
Thomas Jürgewitz (* 21. Juli 1959 in Bremerhaven) ist ein deutscher Politiker der AfD. Er war bis zu ihrer Auflösung Vorsitzender der AfD-Fraktion in der Bremer Bürgerschaft. Er war von 2019 bis 2023 Mitglied der Bremischen Bürgerschaft.

## Biografie

### Ausbildung und Beruf
Nach einer Berufsausbildung zum Schiffbauer in Bremerhaven studierte Jürgewitz Verwaltungswirtschaft. Er ist seit 1980 Bundesbeamter.

### Politik
Jürgewitz trat der Jungen Union bei. 1984 verließ er die CDU. 2003 war er wenige Monate in der Schill-Partei. Ab 2010 war er bei den Freien Wählern politisch im Kreisvorstand Cuxhaven aktiv. Für die FDP und die Freien Wähler kandidierte er jeweils um ein Kreistagsmandat. 2013 trat er der neu gegründeten AfD Bremen bei und wurde zum stellvertretenden Sprecher des Bremer Landesvorstandes gewählt.
Er war Spitzenkandidat der AfD für die Bürgerschaftswahl 2015 in Bremerhaven. Nach einem Entscheid durch das Wahlprüfungsgericht vom 21. Dezember 2015, wonach die AfD in Bremerhaven von Auszählungspannen betroffen gewesen sei, hätte er anstatt der SPD-Politikerin Petra Jäschke als Abgeordneter in die Bremische Bürgerschaft einziehen sollen; dieser Entscheid wurde vom Bremer Staatsgerichtshof gekippt, da die Unstimmigkeiten bei der Auszählung nicht mandatsrelevant gewesen seien.
Bei der Bürgerschaftswahl in Bremen 2019 zog er auf Listenplatz 1 in Bremerhaven in das Landesparlament ein. Im Juni 2019 wählte die AfD-Bürgerschaftsfraktion Jürgewitz zu ihrem Vorsitzenden. Im August 2019 hielt er während einer Bürgerschafts-Sitzung eine Rede, die er zu großen Teilen von einem rechten Blog übernommen hatte – ohne die Zitate zu kennzeichnen. Damit verstieß er gegen die Geschäftsordnung der Bürgerschaft.
Bis Ende September 2019 war Jürgewitz stellvertretender Vorsitzender des Bremer Landesverbandes der AfD, den der Verfassungsschutz im Januar 2019 zum „Prüffall“ erklärte. Ein Grund dafür sollen nach einem Bericht des Weser-Kuriers positive Äußerungen Thomas Jürgewitz’ zur Identitären Bewegung (IB) sein. Jürgewitz sagte unter anderem: „Die IB macht mit intelligenten, witzigen, gewaltfreien Aktionen auf Missstände in Deutschland aufmerksam, die allerdings den Gutmenschen missfallen. Denn die IB will die deutsche Identität bewahren.“
Im Mai 2020 bezeichnete Jürgewitz in einer Bürgerschaftsrede den Kommunismus als Spitze aller Verbrechen der Menschheit.
Bei der Bürgerschaftswahl in Bremen 2023 erhielt er kein Mandat mehr und schied aus der Bürgerschaft aus.